# Juventus Fútbol Club (Huamachuco)
Juventus Fútbol Club es un club de fútbol peruano, con sede en Huamachuco, provincia de Sánchez Carrión, en el departamento de La Libertad. Fue fundado en 2011 y desde 2025 juega en la Liga 3, la tercera categoría del fútbol nacional.

## Historia

### 2011-2012: Inicios en la Segunda División Distrital
El club fue fundado el 11 de julio de 2011 en la ciudad de Huamachuco, ese mismo año participó en la Segunda División del distrito de Huamachuco, debutando así en noviembre de dicho año. Al no lograr el ascenso en dicho torneo, tuvo una nueva oportunidad el siguiente año, donde corrió con la misma suerte.

### 2014-2016: Logros en Primera División Distrital
Una vez presente en la Primera División de su distrito pudo obtener resultados importantes en su región, logrando posicionarse en el tercer puesto de la liguilla final distrital en el 2014.
El siguiente año, el aquel entonces Deportivo Juventus logró clasificar a la siguiente etapa de la Copa Perú al obtener el subcampeonato con 22 puntos, solo detrás de Racing Club (25 puntos). Ya en la etapa provincial de Sánchez Carrión tras una serie de resultados llegó con opciones de clasificar a la departamental, sin embargo en la última fecha cayó con Racing Club, quedándose sin chances.
Para el 2016 el equipo rayado logró un puntaje perfecto en la liguilla final y obtuvo por primera vez el campeonato de su ciudad. Objetivo que también cumplió en la etapa provincial, clasificando así a la Etapa Departamental de La Libertad por primera vez en su historia. En dicha etapa fue parte del Grupo "B" de la Zona Ande, donde quedo en el segundo lugar tras perder por 1-0 en la última fecha contra Cruz Blanca de Otuzco, finalizando así su participación.

### 2023-2024: Retorno y ascenso a Liga 3
Tras ausentarse algunas temporadas en su liga de origen, "La Juve" retornó a la competencia a finales del 2023 donde consiguió el ascenso tras una destacada campaña al ganar todos sus partidos.
Ya en Primera División obtuvo un gran performance al conseguir el campeonato, destacandose algunos partidos en el que se superaron las decenas de goles, como el 13-1 contra Racing Club o el 27-0 hacia FC Llautobamba. Caso parecido a la etapa provincial que afrontó dicho año, ganando el torneo con todos los partidos ganados, donde se destacaron en encuentros contra Real Pampa Grande (13-0) y Juventud Cristal (10-0).
Al ser campeón provincial tuvo el derecho de participar en la Liga Departamental de La Libertad por segunda vez en su historia, siendo parte de la Zona Ande, etapa que campeonó, la cual le otorgó la clasificación al cuadrangular final, lugar donde pese a que en la última fecha perdió contra Deportivo El Inca por 2-0, Juventus ya tenía asegurado el título y por ende la clasificación a la Etapa Nacional de la Copa Perú.
Estando ya en dicha etapa del torneo pudo conseguir un total de 12 puntos en la primera fase, clasificando así a los dieciseisavos de final, en dicha instancia derrotó a Estudiantil CNI al empatar en el global por 2-2 y una definición por penales (3-2), posteriormente logró superar la siguiente etapa al ganar del mismo modo a Centro Social, con 3-3 en el global y un resultado de 4-3 en los 12 pasos. Sin embargo, el equipo huamachuquino no correría con la misma suerte en la tanda de penales por el partido de cuartos de final, dado que tras un empate de 2-2 frente a FC Cajamarca perdió en dicha tanda por 3-2, culminando así la temporada.
Pese a quedar eliminado, Juventus FC obtuvo el boleto a la próxima Liga 3, al haber alcanzado un instancia mayor que el equipo con el que comparte la misma región (Deportivo El Inca).

## Datos del club
- Temporadas en Primera División: 0.
- Temporadas en Segunda División: 0.
- Temporadas en Tercera División: 1 (2025 - Act.).
- Mayor goleada conseguida:
  - En campeonatos nacionales de local: Juventus 10:0 Sport Bolognesi (2 de agosto de 2025).
  - En campeonatos nacionales de visita: .
- Mayor goleada recibida:
  - En campeonatos nacionales de local: .
  - En campeonatos nacionales de visita: Carlos Stein 4:1 Juventus (15 de junio de 2025).

## Estadio
Desde su participación en la Segunda División de Huamachuco hasta los cuartos de final de la Etapa Nacional, el club fue local en el Estadio Municipal de Huamachuco, localizado en la ciudad del mismo nombre, tiene una capacidad de 5000 espectadores. Tras el ascenso, el este estadio tendrá presencia tanto en Liga 3 como en Liga 2, con la presencia de Deportivo Llacuabamba en este último.

## Palmarés

### Torneos regionales
| Competición regional                     | Títulos     | Subcampeonatos |
| ---------------------------------------- | ----------- | -------------- |
| Liga Departamental de La Libertad (1/0)  | 2024.       |                |
| Liga Provincial de Sánchez Carrión (2/0) | 2016, 2024. |                |
| Liga Distrital de Huamachuco (2/1)       | 2016, 2024. | 2015.          |